# Ángel Borisoff
Ángel Borisoff (1921, Buenos Aires - 30 de diciembre de 1982) fue un ilustrador e historietista argentino.

## Biografía
Ayudante en la Editorial Láinez en el año 1934, pasó en poco tiempo a ser el primer dibujante de esa empresa, realizando tapas, ilustraciones e historietas en revistas como Ra-Ta-Plan, El Gorrión, Espinaca y Tit-Bits.
Fue también un conocido retratista, recordándose los retratos que hizo para la Cámara Argentina del Café y la revista El Gráfico.
Como historietista, colaboró en la Editorial Estampa, donde realizó una exitosa adaptación de La vuelta al mundo en 80 días, de Julio Verne. Desde 1943 colaboró con adaptaciones literarias para la revista Intervalo, de la Editorial Columba. Dibujó tapas para las revistas Poncho Negro, Puño Fuerte, y otras, y colaboró en varios diarios.
Borisoff fue profesor de dibujo en la Escuela Panamericana de Arte, en las Escuelas Municipales Raggio y en el IDA (Instituto de Directores de Arte), donde desplegó sus amplios conocimientos de la anatomía humana, para beneficio de sus incontables alumnos.
- Datos: Q6173074